# Înot sincron la Jocurile Olimpice de vară din 2020
Probele sportive de înot sincron la Jocurile Olimpice de vară din 2020 s-au desfășurat în perioada 2-7 august 2021. (Jocurile Olimpice au fost amânate până în 2021 din cauza pandemiei de COVID-19). Un total de 104 sportive sunt așteptate să concureze în 2 probe: înot sincron pe echipe și în duet. 

## Calificări
Pentru competițiile pe echipă, cele mai bune clasate Comitete Olimpice Naționale în fiecare dintre cele cinci campionate continentale, cu excepția țării gazdă Japonia, care va reprezenta continentul asiatic, obțin un loc pentru Jocurile Olimpice, în timp ce pentru cele trei locuri rămase se vor califica cele mai bune 3 țări clasate la turneul de calificare olimpic. Pentru duet, Comitetele Naționale cel mai bine clasate în fiecare dintre cele cinci campionate continentale care nu au o echipă calificată vor avea un loc asigurat, în timp ce celelalte unsprezece Comitete Olimpice vor fi selectate prin intermediul turneului de calificare olimpic. Toate cele opt Comitete Olimpice care s-au calificat deja în proba pe echipe trebuie să selecteze automat două înotătoare pentru proba de duet.

## Medalii

### Rezultate
| Probă           | Aur | Argint | Bronz |
| Perechi Detalii | COR Svetlana Kolesnichenko Svetlana Romashina | China (CHN) · Huang Xuechen · Sun Wenyan                                                                          | Ucraina (UKR) · Marta Fiedina · Anastasiya Savchuk |
| Echipe Detalii  | COR Vlada Chigireva Marina Goliadkina Svetlana Kolesnichenko Polina Komar Alexandra Patskevich Svetlana Romashina Alla Shishkina Maria Shurochkina | China · Feng Yu · Guo Li · Huang Xuechen · Liang Xinping · Sun Wenyan · Wang Qianyi · Xiao Yanning · Yin Chengxin | Ucraina · Maryna Aleksiiva · Vladyslava Aleksiiva · Marta Fiedina · Kateryna Reznik · Anastasiya Savchuk · Alina Shynkarenko · Kseniya Sydorenko · Yelyzaveta Yakhno |

### Clasamentul pe țări
| Loc   | Țară    | Aur | Argint | Bronz | Total |
| ----- | ------- | --- | ------ | ----- | ----- |
| 1     | COR     | 2   | 0      | 0     | 2     |
| 2     | China   | 0   | 2      | 0     | 2     |
| 3     | Ucraina | 0   | 0      | 2     | 2     |
| Total | Total   | 2   | 2      | 2     | 6     |